# Аребица
Аребица или арабица варијанта је персијског писма коју су користили босански муслимани. У употреби је била између 15. и 19. вијека и често је категоризована као дио алхамијадо књижевности. Прије Првог свјетског рата било је неколико неуспјешних покушаја Босанских муслимана да усвоје аребицу као треће званично писмо, поред ћирилице и латинице.
Осим у књижевости, аребица је кориштена у вјерским школама и администрацији, мада у много мањој количини од других писама.

## Поријекло
Аребица је заснова на варијанти персијског писмо које је кориштено у Османском царству (османско писмо), са додатним словима за гласове ц, љ и њ, која се не налазе ни у арапском, ни у персијском, а ни у османском писму. Пуна слова су на крају уведена са све самогласнике (као у курдском арапском писму), што аребицу чини правим писмом, за разлику од персијске основе.

## Савремена употреба
Први књижевно рад објављен на аребици од 1941. године је стрип „Хаџи Шефко и хаџи Мефко” објављен 2005. године (аутор Амир ел Зуби и Мелиха Чикак ел Зуби). Аутори су направили незнатне измјене у писму.
Прва књига на аребици са ISBN кодом је „Епохе фонетске мисли код Арапа и аребица”, а објавио ју је у Београду у априлу 2013. године мр. Алдин еф. Мустафић. Ова књига представља комплетну стандардизацију Чаушевићеве верзије, а истовремено је и уџбеник за високо образовање.

## Писмо
Коначну верзију аребице осмислио је Мехмед Џемалуд Чаушевић на крају 19. вијека. Његова верзија аребице назива се матуфовица, матуфовача или мектебица.
| Ћирилица | Латиница | Аребица             | Аребица             | Аребица             | Аребица   |
| Ћирилица | Латиница | Контекстуалне форме | Контекстуалне форме | Контекстуалне форме | Изоловани |
| Ћирилица | Латиница | Коначне             | Средње              | Почетне             | Изоловани |
| -------- | -------- | ------------------- | ------------------- | ------------------- | --------- |
|          |          | ـآ‎                  | ـآ‎                  | آ‎                   | آ‎         |
|          |          | ـب‎                  | ـبـ‎                 | بـ‎                  | ب‎         |
|          |          | ـو‎                  | ـو‎                  | و‎                   | و‎         |
|          |          | ـغ‎                  | ـغـ‎                 | غـ‎                  | غ‎         |
|          |          | ـد‎                  | ـد‎                  | د‎                   | د‎         |
|          |          | ـج‎                  | ـجـ‎                 | جـ‎                  | ج‎ [c]     |
|          |          | ـە‎                  | ـە‎                  | ە‎                   | ە‎         |
|          |          | ـز‎                  | ـز‎                  | ز‎                   | ز‎         |
|          |          | ـژ‎                  | ـژ‎                  | ژ‎                   | ژ‎         |
|          |          | ـاٖى‎ ـٖى‎              | ـاٖىـ‎ ـٖىـ‎            | اٖىـ‎                 | اٖى‎ [a]    |
|          |          | ـي‎                  | ـيـ‎                 | يـ‎                  | ي‎         |
|          |          | ـق‎                  | ـقـ‎                 | قـ‎                  | ق‎         |
|          |          | ـل‎                  | ـلـ‎                 | لـ‎                  | ل‎         |
|          |          | ـڵ‎                  | ـڵـ‎                 | ڵـ‎                  | ڵ‎         |
|          |          | ـم‎                  | ـمـ‎                 | مـ‎                  | م‎         |
|          |          | ـن‎                  | ـنـ‎                 | نـ‎                  | ن‎         |
|          |          |                     |                     |                     | [b]       |
|          |          | ـۉ‎                  | ـۉ‎                  | ۉ‎                   | ۉ‎         |
|          |          | ـپ‎                  | ـپـ‎                 | پـ‎                  | پ‎         |
|          |          | ـر‎                  | ـر‎                  | ر‎                   | ر‎         |
|          |          | ـس‎                  | ـسـ‎                 | سـ‎                  | س‎         |
|          |          | ـت‎                  | ـتـ‎                 | تـ‎                  | ت‎         |
|          |          |                     |                     |                     | [b]       |
|          |          | ـۆ‎                  | ـۆ‎                  | ۆ‎                   | ۆ‎         |
|          |          | ـف‎                  | ـفـ‎                 | فـ‎                  | ف‎         |
|          |          | ـح‎                  | ـحـ‎                 | حـ‎                  | ح‎         |
|          |          | ـڄ‎                  | ـڄـ‎                 | ڄـ‎                  | ڄ‎         |
|          |          | ـچ‎                  | ـچـ‎                 | چـ‎                  | چ‎         |
|          |          | ـج‎                  | ـجـ‎                 | جـ‎                  | ج‎ [c]     |
|          |          | ـش‎                  | ـشـ‎                 | شـ‎                  | ش‎         |

Напомене
- ^a  Дијакритици испод ا‎ јављају се на словима којима претход ى‎.
- ^b  Мустафић користи ڃ‎ и ݩ‎ умјесто  и  за / и Њ њ/Nj nj.
- ^c  Мустафић користи ݗ‎, док Амир ел Зуби и Мелиха Чикак ел Зуби користе ڠ‎ за Ђ ђ/Đ đ.

### Лигатуре
Као и стандардно арапско писмо, када ا‎ веже ل‎ или ڵ‎ умјестих датих знакова користе се посебне лигатуре.
| Ћирилица | Латиница | Аребица             | Аребица             | Аребица             | Аребица   |
| Ћирилица | Латиница | Контекстуалне форме | Контекстуалне форме | Контекстуалне форме | Изоловани |
| Ћирилица | Латиница | Коначне             | Средње              | Почетне             | Изоловани |
| -------- | -------- | ------------------- | ------------------- | ------------------- | --------- |
|          |          | ـلا‎                 | ـلا‎                 | لا‎                  | لا‎        |
|          |          | ـڵا‎                 | ـڵا‎                 | ڵا‎                  | ڵا‎        |

### Примјер
Универзална декларација о људским правима, члан 1.
| Аребица  | سوا ڵۆدسقا بٖىڃا راݗايۆ سە سلۉبۉدنا وٖ يەدناقا ۆ دۉستۉيانستوۆ وٖ پراوىما. ۉنا سۆ ۉبدارەنا رازۆمۉم وٖ سوۀشڃۆ وٖ ترەبا دا يەدنۉ پرەما درۆغۉمە پۉستۆپايۆ ۆ دۆحۆ براتستوا.‎ |
| Ћирилица | |
| Латиница | |